# いるか座18番星
いるか座18番星（英語: 18 Delphini）は、いるか座の方向に地球から約250光年離れた位置にある5等級の恒星である。国際天文学連合 (IAU) に承認されている正式な固有名はムジカ (Musica) 。

## 特徴
スペクトル分類上では G6III 型に分類される黄色巨星である。主系列星の段階を終えて、現在は中心核でのヘリウムによる核融合反応からエネルギーを生成しているレッドクランプの過程にある可能性が示されており、彩層の活動がやや活発であることが知られている。質量は太陽の2倍余りであるが、半径は7倍を越えており、光度は約34倍に達している。形成されてからは約7億年しか経過していないと考えられている。
ワシントン重星カタログには、最も明るい主星の黄色巨星を「いるか座18番星A」として、主星Aから197.5秒角離れた位置にある9.69等級のK型星の恒星「BD+10 4426」が伴星B、129.3秒角離れた位置にある12.77等級の恒星が伴星Cとして登録されているが、両者共にいるか座18番星とは固有運動が大きく異なっているため、重力で束縛された実の連星ではない見かけの重星であると考えられる。一方で同じく伴星Eとして登録されている29.23秒角離れた位置にある16.60等級の恒星「Gaia DR3 1756741374681482624」は、2014年の研究でいるか座18番星と同様の固有運動が観測されており、いるか座18番星とは重力で束縛された真の伴星であることが示されていた。そして、ガイア計画によって得られたデータリリース第3版 (Gaia DR3) による地球から100パーセク（326光年）以内の距離にある、太陽系外惑星を持つことが知られている恒星のアストロメトリ観測の結果を分析した2024年7月の研究結果からも、この天体がいるか座18番星の周囲を公転している伴星であることが報告されている。地球上から射影されたいるか座18番星からの角距離を天文単位に換算すると 2,197 au（約3兆3000億 km）であり、太陽の約2割の質量を持つ赤色矮星であるとみられている。

## 惑星系
2008年2月19日、佐藤文衛らによる研究チームが行ったドップラー分光法での観測から、主星のいるか座18番星Aを公転している太陽系外惑星が発見されたと報告され、いるか座18番星bと命名された。下限質量は木星の約10倍で、約1,000日の公転周期で周囲を公転している。
| 名称 （恒星に近い順） | 質量     | 軌道長半径 （天文単位） | 公転周期 (日) | 軌道離心率  | 軌道傾斜角 | 半径 |
| --------------------- | -------- | ----------------------- | ------------- | ----------- | ---------- | ---- |
| b (Arion)             | >10.3 MJ | 2.6                     | 993.3 ± 3.2   | 0.08 ± 0.01 | —          | —    |

## 名称
暗い星であり、神話や伝承に基づく名称はない。
2015年に国際天文学連合によって太陽系外惑星系の名前の公募と投票が行われた際にこの星系も募集の対象となった。2015年12月15日、国際天文学連合より、徳島県立城南高等学校からの提案を採用し、主星にムジカ (Musica) 、惑星bにアリオン (Arion) という名前を選定したことが発表された。Musica はラテン語で音楽を意味する。また Arion は、いるか座にまつわるギリシャ神話に登場する、イルカに命を助けられた詩人アリオン (詩人)に由来する。